# 古希美·托度
古希美·托度（葡萄牙語：Guilherme Toldo，1992年9月1日—）是一名巴西花劍運動員，曾參加2012年夏季奧林匹克運動會花劍項目，但在第二圏出局。